# Campionato mondiale maschile di pallavolo 2006
Il campionato mondiale di pallavolo maschile 2006 si è svolto dal 17 novembre al 3 dicembre 2006 a Fukuoka, Hiroshima, Nagano, Saitama, Sendai e Tokyo, in Giappone: al torneo hanno partecipato ventiquattro squadre nazionali e la vittoria finale è andata per la seconda volta consecutiva al Brasile.

## Le qualificazioni

### Zona africana (2 squadre)
Le formazioni africane che hanno partecipato alle qualificazioni sono solo 13. Hanno centrato l'obiettivo le due nazionali più titolate del continente nero: Tunisia ed Egitto.
| Tunisia | 30 luglio 2005 |
| Egitto  | 26 marzo 2005  |

### Zona asiatica (5 squadre)
Sono 20 le nazionali che hanno preso parte ai tornei di qualificazione. Cinque sono le nazionali qualificate, oltre al Giappone paese organizzatore della manifestazione. Kazakistan, Cina e Iran si sono qualificate già al secondo turno, mentre Corea del Sud ed Australia hanno guadagnato l'accesso alla fase finale al termine dei Play-Off tra le seconde classificate.
| Kazakistan    | 19 giugno 2005 |
| Cina          | 26 giugno 2005 |
| Iran          | 24 giugno 2005 |
| Corea del Sud | 3 luglio 2005  |
| Australia     | 3 luglio 2005  |

### Zona europea (9 squadre)
Sono 35 le nazionali che hanno preso parte ai tornei di qualificazione. Italia, Germania, Grecia, Serbia e Montenegro, Francia, Rep. Ceca, Russia e Polonia si sono qualificate già al terzo turno, mentre la Bulgaria si è guadagnata l'accesso alla fase finale al termine dei Play-Off tra le terze classificate.
| Italia              | 31 luglio 2005 |
| Germania            | 31 luglio 2005 |
| Serbia e Montenegro | 20 luglio 2005 |
| Grecia              | 20 luglio 2005 |
| Francia             | 26 luglio 2005 |
| Rep. Ceca           | 26 luglio 2005 |
| Russia              | 17 luglio 2005 |
| Polonia             | 17 luglio 2005 |
| Bulgaria            | 21 agosto 2005 |

### Zona nordamericana (4 squadre)
Sono 20 le nazionali che hanno preso parte ai tornei di qualificazione. Dai due turni di qualificazione si sono qualificate Stati Uniti, Porto Rico, Canada e Cuba.
| Stati Uniti | 27 agosto 2005 |
| Porto Rico  | 27 agosto 2005 |
| Canada      | 21 agosto 2005 |
| Cuba        | 21 agosto 2005 |

### Zona sudamericana (2 squadre)
7 sono le nazionali che hanno preso parte ai tornei di qualificazione. Dai due gironi disputati si sono qualificate Argentina e Venezuela.
| Argentina | 8 maggio 2005  |
| Venezuela | 24 luglio 2005 |

## Squadre partecipanti
Anche in questa edizione le squadre partecipanti furono 24; cambiò invece la formula: le squadre nazionali furono inizialmente raggruppate in quattro pool da sei squadre ciascuno; le prime quattro di ogni pool si qualificarono per il secondo turno dove furono poi raggruppate in altri due gruppi da otto squadre ciascuna. In questo secondo girone le squadre qualificate affrontarono solo le squadre provenienti dagli altri gironi, mantenendo però i punti guadagnati negli scontri diretti della prima fase.

Il Giappone si è qualificato come Paese ospitante, mentre il Brasile come Campione uscente. Le altre 22 squadre si sono qualificate attraverso i tornei continentali (9 per l'Europa, 4 per il Nord e Centro America e Caraibi, 2 per il Sud America, 2 per l'Africa e 5 dall'Asia e Oceania).
Le pool vennero sorteggiate a Tokyo il 29 novembre 2005.
| Pool A                                            | Pool B                                         | Pool C                                                     | Pool D                                                             |
| ------------------------------------------------- | ---------------------------------------------- | ---------------------------------------------------------- | ------------------------------------------------------------------ |
| Egitto Porto Rico Polonia Cina Argentina Giappone | Germania Cuba Grecia Francia Brasile Australia | Repubblica Ceca Italia Stati Uniti Venezuela Bulgaria Iran | Russia Tunisia Canada Kazakistan Serbia e Montenegro Corea del Sud |

Nota: Serbia & Montenegro parteciparono al mondiale come unica nazione, anche dopo la proclamazione di indipendenza del Montenegro, che dalla fine di questo campionato del mondo entrò nella FIVB come 218º paese membro.

## Impianti

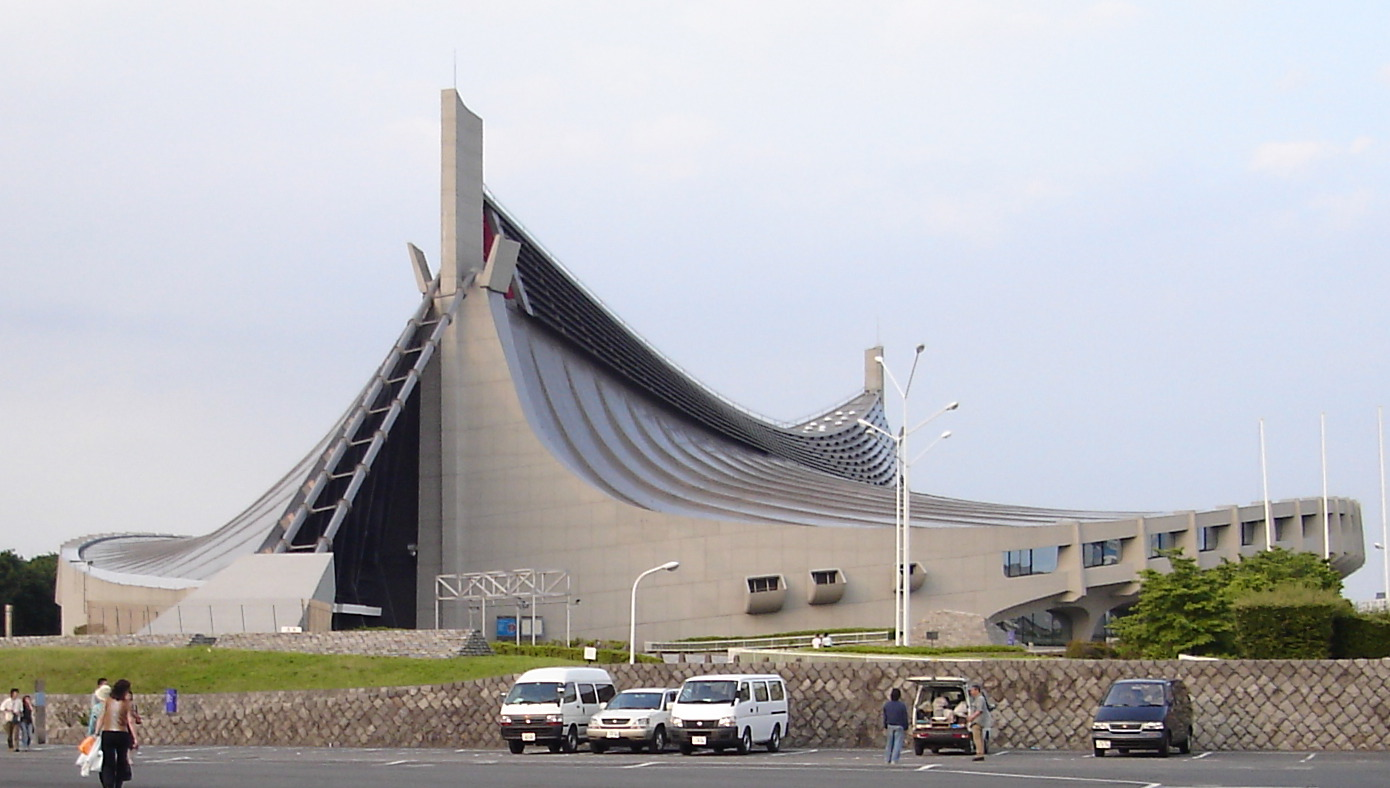
Il National Yoyogi Stadium No.1 Gymnasium di Tokyo

| Pool        | Città   | Impianto                                                            | Capienza      |
| ----------- | ------- | ------------------------------------------------------------------- | ------------- |
| A           | Saitama | Saitama Super Arena                                                 | 20.000        |
| B           | Fukuoka | Marine Messe Fukuoka                                                | 8.500         |
| C           | Nagano  | Nagano Arena (White Ring)                                           | 8.000         |
| D           | Sendai  | Sendai City Gymnasium                                               | 8.600         |
| Fase finale | Tokyo   | National Yoyogi Stadium No.1 Gymnasium Tokyo Metropolitan Gymnasium | 12.000 10.000 |

## Le partite
Sono indicati gli orari locali (UTC + 9)

### Prima fase

#### Pool A - Saitama
| Venerdì 17 novembre 2006   |       |            |       |
| Polonia                    | 3 - 0 | Cina       | 13:00 |
| Porto Rico                 | 3 - 2 | Argentina  | 15:00 |
| Egitto                     | 2 - 3 | Giappone   | 18:00 |
| Sabato 18 novembre 2006    |       |            |       |
| Argentina                  | 0 - 3 | Polonia    | 13:00 |
| Egitto                     | 3 - 2 | Porto Rico | 15:00 |
| Giappone                   | 2 - 3 | Cina       | 18:00 |
| Domenica 19 novembre 2006  |       |            |       |
| Cina                       | 2 - 3 | Argentina  | 13:00 |
| Polonia                    | 3 - 0 | Egitto     | 15:00 |
| Porto Rico                 | 1 - 3 | Giappone   | 18:00 |
| Martedì 21 novembre 2006   |       |            |       |
| Egitto                     | 2 - 3 | Cina       | 13:00 |
| Porto Rico                 | 0 - 3 | Polonia    | 15:00 |
| Giappone                   | 3 - 1 | Argentina  | 18:00 |
| Mercoledì 22 novembre 2006 |       |            |       |
| Cina                       | 1 - 3 | Porto Rico | 13:00 |
| Argentina                  | 3 - 1 | Egitto     | 15:00 |
| Polonia                    | 3 - 0 | Giappone   | 18:00 |

| Pos | Squadra    | P  | V | P | PF  | PS  | QP    |
| --- | ---------- | -- | - | - | --- | --- | ----- |
| 1   | Polonia    | 10 | 5 | 0 | 376 | 312 | 1.205 |
| 2   | Giappone   | 8  | 3 | 2 | 488 | 476 | 1.025 |
| 3   | Argentina  | 7  | 2 | 3 | 407 | 405 | 1.004 |
| 4   | Porto Rico | 7  | 2 | 3 | 490 | 493 | 0.994 |
| 5   | Cina       | 7  | 2 | 3 | 473 | 499 | 0.948 |
| 6   | Egitto     | 6  | 1 | 4 | 470 | 519 | 0.906 |

#### Pool B - Fukuoka
| Venerdì 17 novembre 2006   |       |           |       |
| Cuba                       | 1 - 3 | Brasile   | 14:00 |
| Grecia                     | 1 - 3 | Francia   | 16:00 |
| Germania                   | 3 - 1 | Australia | 18:00 |
| Sabato 18 novembre 2006    |       |           |       |
| Brasile                    | 3 - 0 | Grecia    | 14:00 |
| Australia                  | 1 - 3 | Francia   | 16:00 |
| Germania                   | 3 - 0 | Cuba      | 18:00 |
| Domenica 19 novembre 2006  |       |           |       |
| Cuba                       | 3 - 0 | Australia | 14:00 |
| Grecia                     | 0 - 3 | Germania  | 16:00 |
| Francia                    | 3 - 1 | Brasile   | 18:00 |
| Martedì 21 novembre 2006   |       |           |       |
| Cuba                       | 3 - 2 | Grecia    | 14:00 |
| Australia                  | 0 - 3 | Brasile   | 16:00 |
| Germania                   | 3 - 1 | Francia   | 18:00 |
| Mercoledì 22 novembre 2006 |       |           |       |
| Brasile                    | 3 - 0 | Germania  | 14:00 |
| Francia                    | 3 - 1 | Cuba      | 16:00 |
| Grecia                     | 3 - 1 | Australia | 18:00 |

| Pos | Squadra   | P | V | P | PF  | PS  | QP    |
| --- | --------- | - | - | - | --- | --- | ----- |
| 1   | Brasile   | 9 | 4 | 1 | 418 | 350 | 1.194 |
| 2   | Francia   | 9 | 4 | 1 | 491 | 466 | 1.054 |
| 3   | Germania  | 9 | 4 | 1 | 409 | 391 | 1.046 |
| 4   | Cuba      | 7 | 2 | 3 | 401 | 424 | 0.946 |
| 5   | Grecia    | 6 | 1 | 4 | 408 | 446 | 0.915 |
| 6   | Australia | 5 | 0 | 5 | 402 | 452 | 0.889 |

#### Pool C Nagano
| Venerdì 17 novembre 2006   |       |             |       |
| Stati Uniti                | 1 - 3 | Venezuela   | 14:00 |
| Rep. Ceca                  | 3 - 0 | Iran        | 16:00 |
| Italia                     | 2 - 3 | Bulgaria    | 18:00 |
| Sabato 18 novembre 2006    |       |             |       |
| Iran                       | 1 - 3 | Venezuela   | 14:00 |
| Rep. Ceca                  | 0 - 3 | Italia      | 16:00 |
| Bulgaria                   | 3 - 0 | Stati Uniti | 18:00 |
| Domenica 19 novembre 2006  |       |             |       |
| Stati Uniti                | 3 - 1 | Rep. Ceca   | 14:00 |
| Venezuela                  | 1 - 3 | Bulgaria    | 16:00 |
| Italia                     | 3 - 1 | Iran        | 18:00 |
| Martedì 21 novembre 2006   |       |             |       |
| Iran                       | 0 - 3 | Bulgaria    | 14:00 |
| Rep. Ceca                  | 3 - 0 | Venezuela   | 16:00 |
| Italia                     | 3 - 1 | Stati Uniti | 18:00 |
| Mercoledì 22 novembre 2006 |       |             |       |
| Bulgaria                   | 3 - 1 | Rep. Ceca   | 14:00 |
| Stati Uniti                | 3 - 0 | Iran        | 16:00 |
| Venezuela                  | 1 - 3 | Italia      | 18:00 |

| Pos | Squadra     | P  | V | P | PF  | PS  | QP    |
| --- | ----------- | -- | - | - | --- | --- | ----- |
| 1   | Bulgaria    | 10 | 5 | 0 | 449 | 398 | 1.128 |
| 2   | Italia      | 9  | 4 | 1 | 463 | 402 | 1.152 |
| 3   | Rep. Ceca   | 7  | 2 | 3 | 385 | 377 | 1.024 |
| 4   | Stati Uniti | 7  | 2 | 3 | 400 | 420 | 0.952 |
| 5   | Venezuela   | 7  | 2 | 3 | 401 | 433 | 0.926 |
| 6   | Iran        | 5  | 0 | 5 | 350 | 419 | 0.835 |

#### Pool D - Sendai
| Venerdì 17 novembre 2006   |       |                     |       |
| Canada                     | 3 - 0 | Kazakistan          | 14:00 |
| Russia                     | 0 - 3 | Serbia e Montenegro | 16:00 |
| Tunisia                    | 3 - 2 | Corea del Sud       | 18:00 |
| Sabato 18 novembre 2006    |       |                     |       |
| Russia                     | 3 - 0 | Tunisia             | 14:00 |
| Serbia e Montenegro        | 3 - 1 | Kazakistan          | 16:00 |
| Corea del Sud              | 1 - 3 | Canada              | 18:00 |
| Domenica 19 novembre 2006  |       |                     |       |
| Kazakistan                 | 1 - 3 | Corea del Sud       | 14:00 |
| Tunisia                    | 0 - 3 | Serbia e Montenegro | 16:00 |
| Canada                     | 0 - 3 | Russia              | 18:00 |
| Martedì 21 novembre 2006   |       |                     |       |
| Tunisia                    | 2 - 3 | Canada              | 14:00 |
| Serbia e Montenegro        | 3 - 1 | Corea del Sud       | 16:00 |
| Russia                     | 3 - 0 | Kazakistan          | 18:00 |
| Mercoledì 22 novembre 2006 |       |                     |       |
| Kazakistan                 | 0 - 3 | Tunisia             | 14:00 |
| Canada                     | 0 - 3 | Serbia e Montenegro | 16:00 |
| Corea del Sud              | 0 - 3 | Russia              | 18:00 |

| Pos | Squadra             | P  | V | P | PF  | PS  | QP    |
| --- | ------------------- | -- | - | - | --- | --- | ----- |
| 1   | Serbia e Montenegro | 10 | 5 | 0 | 420 | 339 | 1.239 |
| 2   | Russia              | 9  | 4 | 1 | 367 | 296 | 1.240 |
| 3   | Canada              | 8  | 3 | 2 | 403 | 409 | 0.985 |
| 4   | Tunisia             | 7  | 2 | 3 | 406 | 445 | 0.912 |
| 5   | Corea del Sud       | 6  | 1 | 4 | 433 | 469 | 0.923 |
| 6   | Kazakistan          | 5  | 0 | 5 | 351 | 422 | 0.832 |

### Seconda fase

#### Pool E - Sendai
| Sabato 25 novembre 2006    |       |                     |       |
| Argentina                  | 0 - 3 | Russia              | 11:00 |
| Porto Rico                 | 1 - 3 | Serbia e Montenegro | 13:00 |
| Polonia                    | 3 - 0 | Tunisia             | 15:00 |
| Giappone                   | 3 - 1 | Canada              | 18:00 |
| Domenica 26 novembre 2006  |       |                     |       |
| Argentina                  | 1 - 3 | Serbia e Montenegro | 11:00 |
| Polonia                    | 3 - 0 | Canada              | 13:00 |
| Porto Rico                 | 0 - 3 | Russia              | 15:00 |
| Giappone                   | 3 - 2 | Tunisia             | 18:00 |
| Martedì 28 novembre 2006   |       |                     |       |
| Porto Rico                 | 3 - 0 | Canada              | 11:00 |
| Argentina                  | 3 - 2 | Tunisia             | 13:00 |
| Polonia                    | 3 - 2 | Russia              | 15:00 |
| Giappone                   | 0 - 3 | Serbia e Montenegro | 18:00 |
| Mercoledì 29 novembre 2006 |       |                     |       |
| Argentina                  | 2 - 3 | Canada              | 11:00 |
| Porto Rico                 | 2 - 3 | Tunisia             | 13:00 |
| Polonia                    | 3 - 0 | Serbia e Montenegro | 15:00 |
| Giappone                   | 0 - 3 | Russia              | 18:00 |

| Pos | Squadra             | P  | V | P | PF  | PS  | QP    |
| --- | ------------------- | -- | - | - | --- | --- | ----- |
| 1   | Polonia             | 14 | 7 | 0 | 556 | 479 | 1.161 |
| 2   | Serbia e Montenegro | 13 | 6 | 1 | 561 | 479 | 1.171 |
| 3   | Russia              | 12 | 5 | 2 | 545 | 461 | 1.182 |
| 4   | Giappone            | 11 | 4 | 3 | 600 | 607 | 0.988 |
| 5   | Porto Rico          | 9  | 2 | 5 | 625 | 654 | 0.956 |
| 6   | Canada              | 9  | 2 | 5 | 527 | 605 | 0.871 |
| 7   | Argentina           | 8  | 1 | 6 | 621 | 674 | 0.921 |
| 8   | Tunisia             | 7  | 0 | 7 | 612 | 688 | 0.890 |

#### Pool F - Hiroshima
| Sabato 25 novembre 2006    |       |             |       |
| Cuba                       | 0 - 3 | Bulgaria    | 11:00 |
| Brasile                    | 3 - 0 | Stati Uniti | 13:00 |
| Francia                    | 3 - 0 | Rep. Ceca   | 15:00 |
| Germania                   | 0 - 3 | Italia      | 18:00 |
| Domenica 26 novembre 2006  |       |             |       |
| Francia                    | 3 - 2 | Stati Uniti | 11:00 |
| Brasile                    | 3 - 0 | Rep. Ceca   | 13:00 |
| Germania                   | 1 - 3 | Bulgaria    | 15:00 |
| Cuba                       | 1 - 3 | Italia      | 18:00 |
| Martedì 28 novembre 2006   |       |             |       |
| Francia                    | 2 - 3 | Bulgaria    | 11:00 |
| Germania                   | 2 - 3 | Stati Uniti | 13:00 |
| Brasile                    | 3 - 0 | Italia      | 15:00 |
| Cuba                       | 3 - 1 | Rep. Ceca   | 18:00 |
| Mercoledì 29 novembre 2006 |       |             |       |
| Cuba                       | 0 - 3 | Stati Uniti | 11:00 |
| Brasile                    | 3 - 1 | Bulgaria    | 13:00 |
| Germania                   | 1 - 3 | Rep. Ceca   | 15:00 |
| Francia                    | 3 - 2 | Italia      | 18:00 |

| Pos | Squadra     | P  | V | P | PF  | PS  | QP    |
| --- | ----------- | -- | - | - | --- | --- | ----- |
| 1   | Brasile     | 13 | 6 | 1 | 589 | 510 | 1.155 |
| 2   | Bulgaria    | 13 | 6 | 1 | 645 | 601 | 1.073 |
| 3   | Francia     | 12 | 5 | 2 | 679 | 640 | 1.061 |
| 4   | Italia      | 11 | 4 | 3 | 606 | 564 | 1.074 |
| 5   | Stati Uniti | 10 | 3 | 4 | 579 | 619 | 0.935 |
| 6   | Germania    | 9  | 2 | 5 | 577 | 609 | 0.947 |
| 7   | Rep. Ceca   | 8  | 1 | 6 | 565 | 602 | 0.939 |
| 8   | Cuba        | 8  | 1 | 6 | 523 | 618 | 0.846 |

## Semifinali e finali (Tokyo)

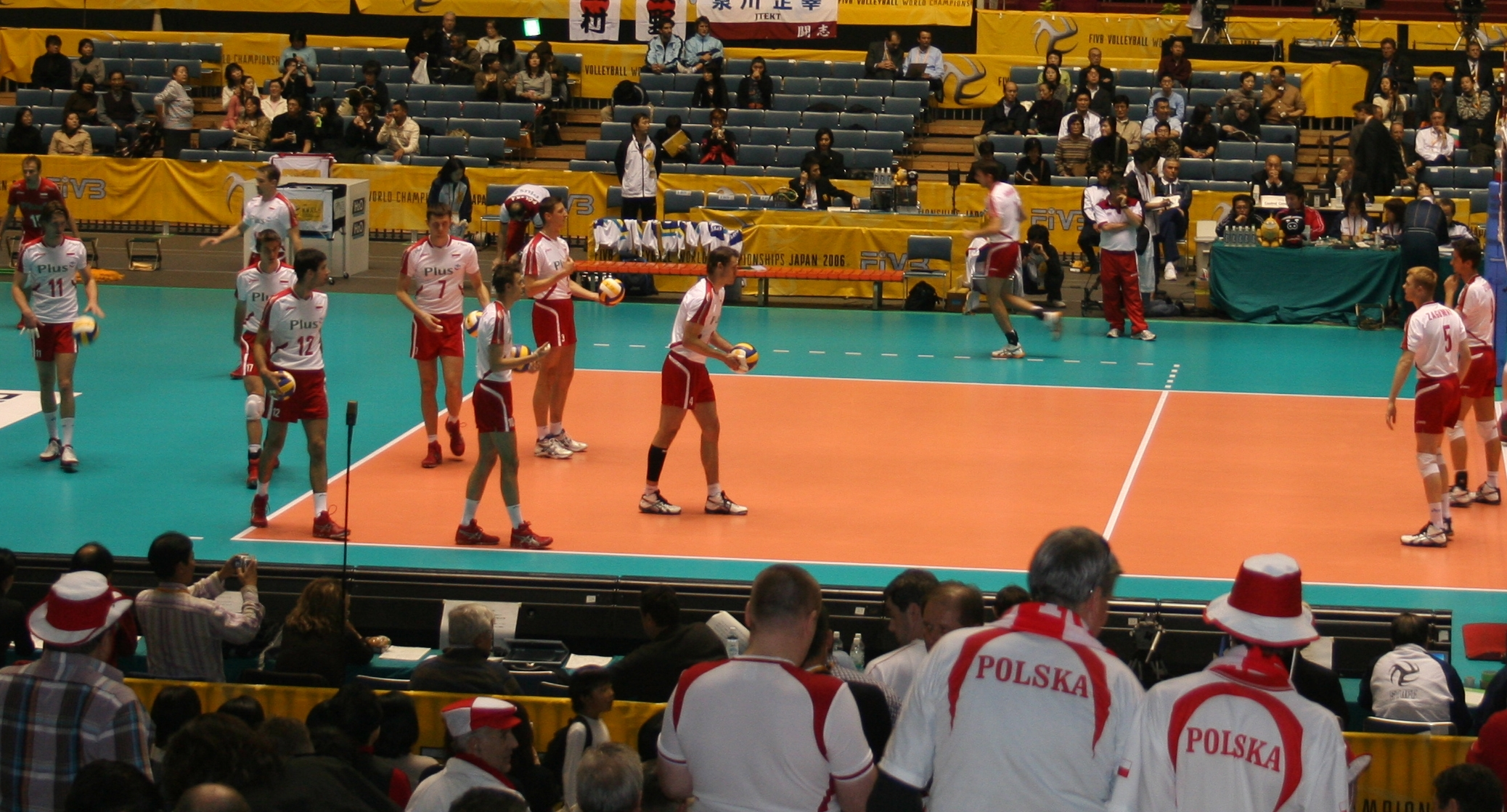
La squadra polacca in semifinale

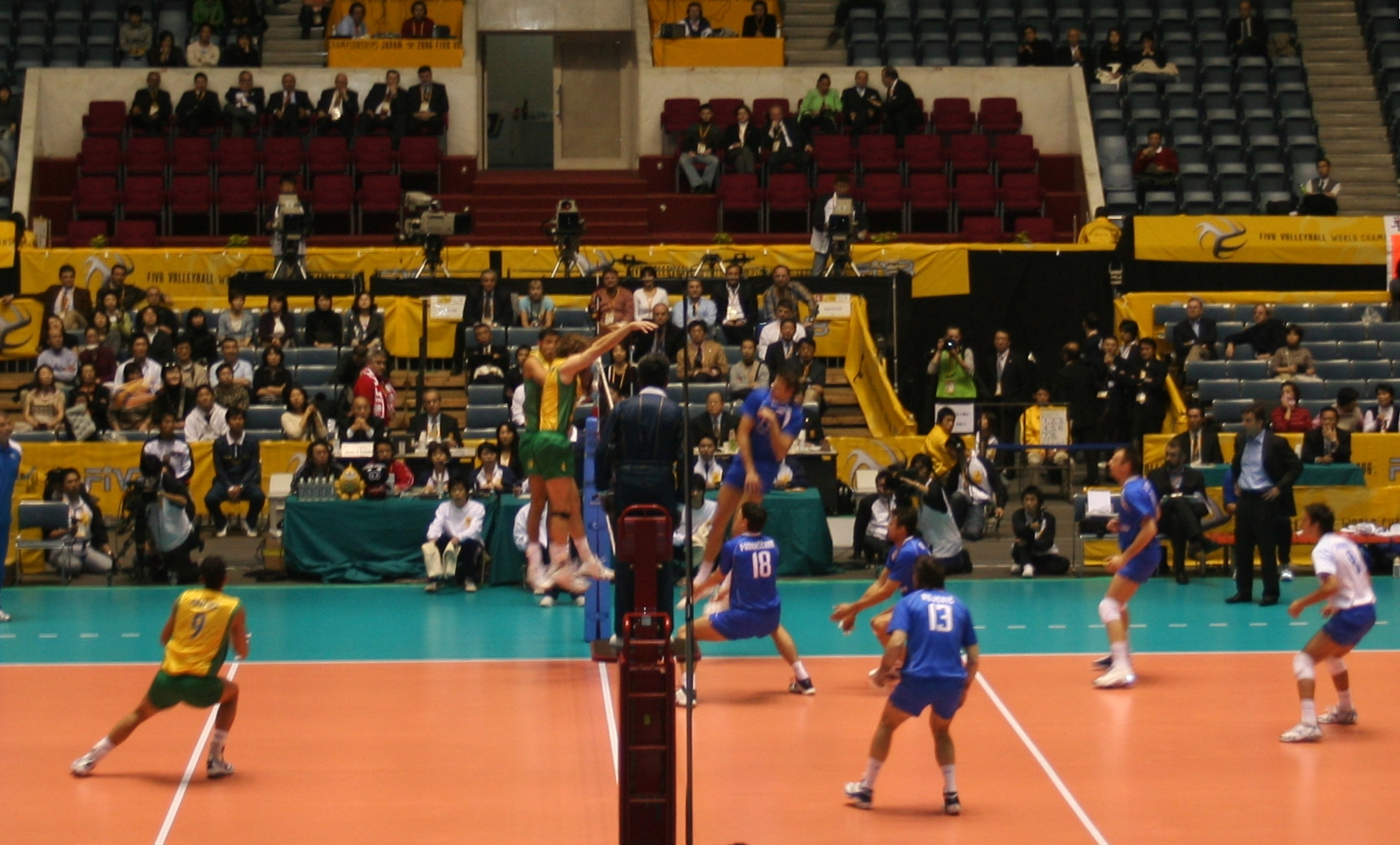
Brasile - Serbia-Montenegro

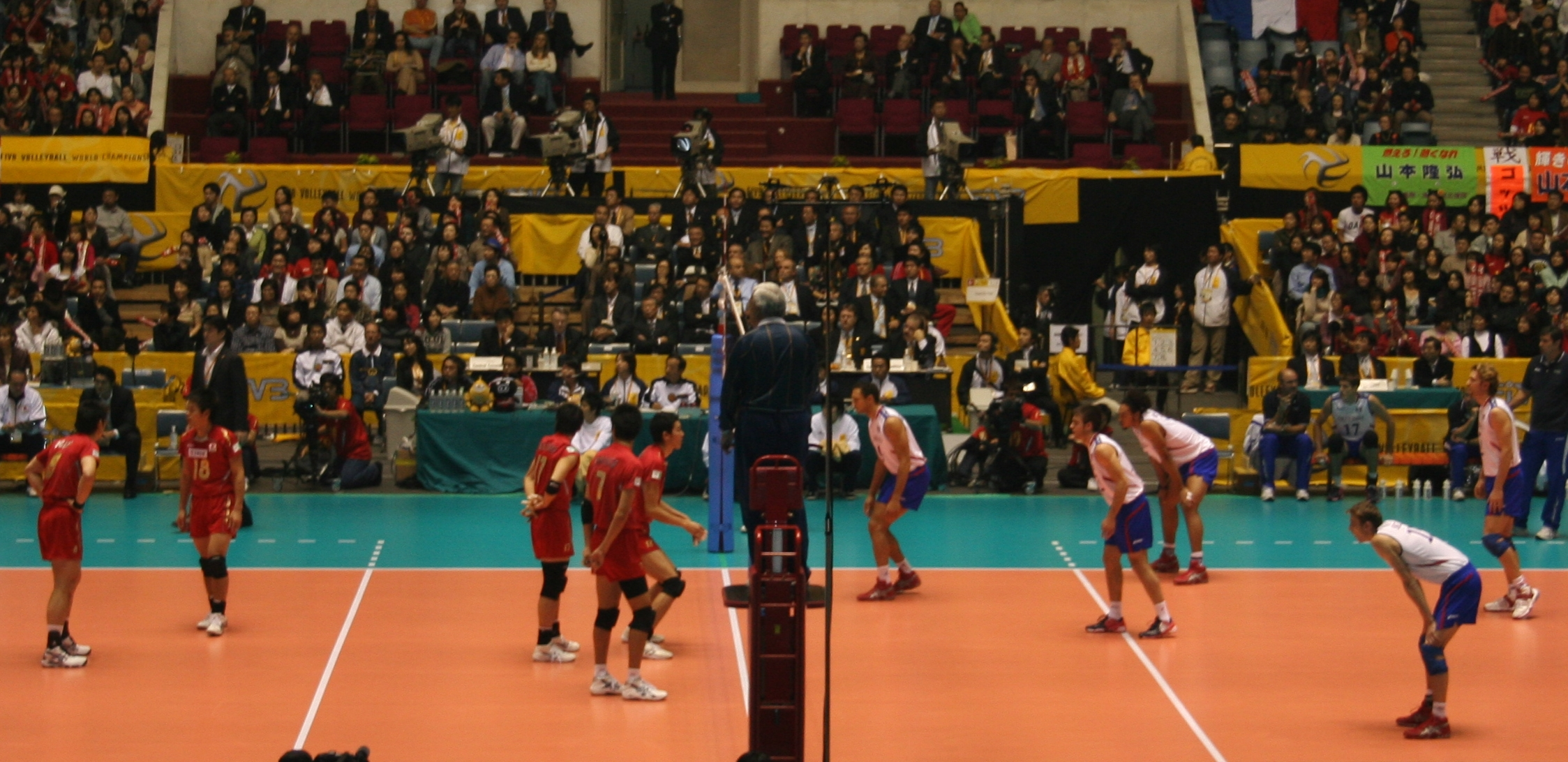
Giappone - Francia

Sono indicati gli orari locali (UTC + 9)
|  | Semifinali          | Semifinali          | Semifinali |         |         | Finale              | Finale              | Finale   |  |
|  |                     |                     |            |         |         |                     |                     |          |  |
|  | Polonia             | Polonia             | 3          |         |         |                     |                     |          |  |
|  | Polonia             | Polonia             | 3          |         |         |                     |                     |          |  |
|  | Bulgaria            | Bulgaria            | 1          |         |         |                     |                     |          |  |
|  | Bulgaria            | Bulgaria            | 1          |         | Polonia | Polonia             | 0                   |          |  |
|  |                     |                     |            |         | Polonia | Polonia             | 0                   |          |  |
|  |                     |                     | Brasile    | Brasile | 3       |                     |                     |          |  |
|  | Brasile             | Brasile             | Brasile    | Brasile | 3       | 3                   |                     |          |  |
|  | Brasile             | Brasile             |            |         |         | 3                   |                     |          |  |
|  | Serbia e Montenegro | Serbia e Montenegro | 1          |         |         | 3º posto            | 3º posto            | 3º posto |  |
|  | Serbia e Montenegro | Serbia e Montenegro | 1          |         |         |                     |                     |          |  |
|  |                     |                     |            |         |         |                     |                     |          |  |
|  |                     |                     |            |         |         | Bulgaria            | Bulgaria            | 3        |  |
|  |                     |                     |            |         |         | Bulgaria            | Bulgaria            | 3        |  |
|  |                     |                     |            |         |         | Serbia e Montenegro | Serbia e Montenegro | 1        |  |

|  | 5º-8º posto | 5º-8º posto | 5º-8º posto |         |        | 5º posto | 5º posto | 5º posto |  |
|  |             |             |             |         |        |          |          |          |  |
|  | Russia      | Russia      | 0           |         |        |          |          |          |  |
|  | Russia      | Russia      | 0           |         |        |          |          |          |  |
|  | Italia      | Italia      | 3           |         |        |          |          |          |  |
|  | Italia      | Italia      | 3           |         | Italia | Italia   | 3        |          |  |
|  |             |             |             |         | Italia | Italia   | 3        |          |  |
|  |             |             | Francia     | Francia | 0      |          |          |          |  |
|  | Francia     | Francia     | Francia     | Francia | 0      | 3        |          |          |  |
|  | Francia     | Francia     |             |         |        | 3        |          |          |  |
|  | Giappone    | Giappone    | 1           |         |        | 7º posto | 7º posto | 7º posto |  |
|  | Giappone    | Giappone    | 1           |         |        |          |          |          |  |
|  |             |             |             |         |        |          |          |          |  |
|  |             |             |             |         |        | Russia   | Russia   | 3        |  |
|  |             |             |             |         |        | Russia   | Russia   | 3        |  |
|  |             |             |             |         |        | Giappone | Giappone | 1        |  |

|  | 9º-12º posto | 9º-12º posto | 9º-12º posto |             |          | 9º posto   | 9º posto   | 9º posto  |  |
|  |              |              |              |             |          |            |            |           |  |
|  | Porto Rico   | Porto Rico   | 1            |             |          |            |            |           |  |
|  | Porto Rico   | Porto Rico   | 1            |             |          |            |            |           |  |
|  | Germania     | Germania     | 3            |             |          |            |            |           |  |
|  | Germania     | Germania     | 3            |             | Germania | Germania   | 3          |           |  |
|  |              |              |              |             | Germania | Germania   | 3          |           |  |
|  |              |              | Stati Uniti  | Stati Uniti | 2        |            |            |           |  |
|  | Stati Uniti  | Stati Uniti  | Stati Uniti  | Stati Uniti | 2        | 3          |            |           |  |
|  | Stati Uniti  | Stati Uniti  |              |             |          | 3          |            |           |  |
|  | Canada       | Canada       | 2            |             |          | 11º posto  | 11º posto  | 11º posto |  |
|  | Canada       | Canada       | 2            |             |          |            |            |           |  |
|  |              |              |              |             |          |            |            |           |  |
|  |              |              |              |             |          | Porto Rico | Porto Rico | 1         |  |
|  |              |              |              |             |          | Porto Rico | Porto Rico | 1         |  |
|  |              |              |              |             |          | Canada     | Canada     | 3         |  |

## Classifica finale
| Campione del Mondo | Campione del Mondo  |
| ------------------ | ------------------- |
| Brasile            |                     |
| Posizione          | Squadra             |
| Argento            | Polonia             |
| Bronzo             | Bulgaria            |
| 4                  | Serbia e Montenegro |
| 5                  | Italia              |
| 6                  | Francia             |
| 7                  | Russia              |
| 8                  | Giappone            |
| 9                  | Germania            |
| 10                 | Stati Uniti         |
| 11                 | Canada              |
| 12                 | Porto Rico          |
| 13                 | Argentina           |
| 13                 | Rep. Ceca           |
| 15                 | Cuba                |
| 15                 | Tunisia             |
| 17                 | Cina                |
| 17                 | Grecia              |
| 17                 | Corea del Sud       |
| 17                 | Venezuela           |
| 21                 | Australia           |
| 21                 | Egitto              |
| 21                 | Iran                |
| 21                 | Kazakistan          |

## Premi individuali
- MVP: Gilberto de Godoy -  Brasile
- Miglior realizzatore: Héctor Soto -  Porto Rico - 271 punti
- Miglior schiacciatore: Dante do Amaral -  Brasile - 61,22% di attacchi vincenti
- Miglior muro: Aleksej Kulešov -  Russia - 34 muri
- Miglior servizio: Matej Kazijski -  Bulgaria - 27 aces
- Miglior palleggiatore: Paweł Zagumny -  Polonia
- Miglior libero: Aleksej Verbov -  Russia